# Geum andicola
Geum andicola là loài thực vật có hoa trong họ Hoa hồng. Loài này được Reiche mô tả khoa học đầu tiên.